# Edme Mariotte
Edme Mariotte (Til-Châtel, ca. 1620 – Parijs, 12 mei 1684) was een Franse wetenschapper.

## Biografie
Mariotte was de jongste zoon van Simon Mariotte, ambtenaar bij het district Til-Châtel (overleden op 16 augustus 1652) en Catherine Denisot (overleden op 26 september 1636 ten gevolge van de pest). Zijn ouders woonden in Til-Châtel, waar naar alle waarschijnlijkheid al hun vijf kinderen zijn geboren. Jean was de oudste broer en vanaf 1630 werkzaam bij het Parijse parlement. Zijn oudste zus Denise en zijn tweede broer Claude verbleven heel hun leven in de regio van Dijon. Zijn tweede zus Catherine huwde met Blaise de Beaubrieu, die adviseur en hofmeester was van koning Lodewijk XIV. Zij verbleven vanaf 1654 in dezelfde straat als Jean. Eerst aan de rue St.Germaine-lAuxerois en later aan de rue Bertin Poirée.
Anders dan van zijn broers en zussen is van de eerste veertig levensjaren van Mariotte weinig bekend. De titel "Sieur de Chazeuil" heeft hij waarschijnlijk van zijn broer Jean gekregen, toen die in 1682 stierf. Het verwijst naar het gebied Chazeuil, waar het landgoed van zijn vader lag en dat Jean in eerste instantie erfde. Omdat Jean niet getrouwd was, ging de titel kennelijk over naar Mariotte. Het hedendaagse Chazeuil in de Côte-d'Or werd vroeger Chazeul genoemd, terwijl een iets zuidelijker dorp in de regio Nièvre wel bekendstaat als Chazeuil. Mogelijk was Mariotte in zijn eerste 40 levensjaren enige tijd abt (zie beneden). In 1668 wordt hij door Colbert uitgenodigd deel te nemen aan de Académie des Sciences. Vanaf die tijd verschijnen er allerlei publicaties en werken van zijn hand. In 1670 vestigde Mariotte zich permanent in Parijs. Een brief uit het Leibniz-archief van 1677 geeft aan dat Mariotte woonachtig was in de Rue Bertin-Poirée, achter de kapel van het rijke gilde van de goudsmeden (rue de orfèvres) bij de heer Beaubrun. Maar waarschijnlijk schreef Leibniz de naam als Beaubrun, terwijl hij Beaubrieul, de zwager van Mariotte, bedoelde. Dat betekent dat de familie Mariotte te Parijs op hetzelfde adres verbleef. Mariotte verliet in 1681 de Académie des Sciences.

## Académie des Sciences
Waarom Jean-Baptiste Colbert Mariotte op ca. 46-jarige leeftijd als een van de eerste wetenschappers aan de Académie des Sciences aanstelde, blijft een vraag. 

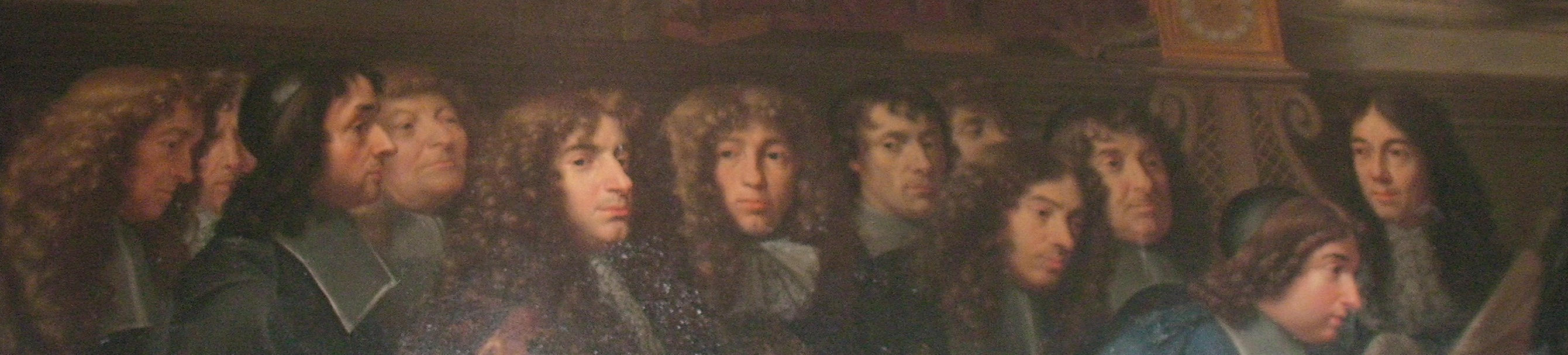
Etablissement de l'Académie des sciences et fondation de l'observatoire 1666- Henri Testelin (detail). Het tijdstip van uitnodiging zou kunnen samenhangen met het sluiten van de vrede van Aken op 2 mei 1668, Mariotte vermoedelijk 6e van rechts, met aan zijn rechterzijde respectievelijk Huygens en Cassini.

 Het tijdstip van uitnodiging zou kunnen samenhangen met het sluiten van de vrede van Aken op 2 mei 1668, waardoor de financiële uitgaven voor oorlogsvoering konden worden gestopt en Colbert zijn plan voor verbetering van de binnenlandse economie door wetenschap tot verdere uitvoer kon brengen. Er zijn geen documenten van vóór 1668 die de status en kwaliteiten van Mariotte duiden. Het ligt voor de hand aan te nemen dat hij op wetenschappelijk gebied zich bewezen had, omdat hij binnen een groep kwam van voorname wetenschappers, onder anderen de Nederlander Christiaan Huygens, die van de Royal Society uit Engeland waren overgekomen door de onrust tussen de Nederlanden en Engeland. Hij bracht o.a. de vacuümpomp naar Parijs, waarmee Mariotte en de andere wetenschappers experimenten konden uitvoeren. Andere vooraanstaande wetenschappers in dit gezelschap waren de Italiaanse sterrenkundige Cassini, de Franse wiskundige Gilles Personne de Roberval en de Franse architect en anatoom Claude Perrault. Mariotte werkte voor de Franse Academie der Wetenschappen van 22 december 1666 tot 9 april 1681.

## Wetenschappelijke ontdekkingen
Vanaf het moment dat Mariotte deelnam aan de Franse Academie der Wetenschappen verrichtte hij onderzoek op gebieden als anatomie, botanie, meteorologie en fysica, en werden de resultaten hiervan gepubliceerd of gedeeld met collega-wetenschappers in Europa. Zijn onderzoek kan daardoor gezien worden als een van de eerste bijdragen aan de Europese Verlichting. Zijn eerste publicatie dateert van 17 september 1668. In dat jaar stelde hij experimenteel vast (met wit papieren rondjes op een zwarte achtergrond) waar de blinde vlek zit. Hij probeerde met Leibniz de beweging van gekoppelde slingers wiskundig te beschrijven. Hij is uitvinder van een flesconstructie, waaruit een constante vloeistofstroom kan worden gerealiseerd; de fles of buis van Mariotte. Volgens Zahm is hij de ontwerper van de Newtonpendel. Hij correspondeerde met de Royal Academy te Londen over zijn resultaten betreffende de samendrukbaarheid van lucht en bewees de wet van Boyle (p·V = constant) door een speciaal door hem ontworpen proef uit te voeren (1674). Vandaar dat met name de Fransen spreken over de wet van Boyle-Mariotte. Samen met La Hire verrichtte hij veel onderzoek aan de fysiologie van planten, voornamelijk de sapstroom in planten. Aanvankelijk werd gezocht naar analogieën van de bloedstroom in mens en dieren, zoals William Harvey die had ontdekt en beschreven. Doch in de loop van hun experimentele werk was deze verklaring niet houdbaar en werden capillaire werking en de verdamping van water bij de bladeren als oorzaak genoemd. Het gebruik van de microscoop en de vacuümpomp waren hierin belangrijke instrumenten. Met de microscoop konden ze de verschillende delen van de plant onderscheiden. Met de vacuümpomp stelden ze vast dat planten in vacuüm konden ontkiemen en groeien, waarmee een wezenlijk verschil tussen dieren, die immers vrij snel stierven, en planten werd aangetoond. Voor beide instrumenten, alsook voor de ontwikkeling van de Alembic, die voor het destilleren van plant chemicaliën werd gebruikt, was de kennis van glasmaken essentieel. Een expertise die door onder andere Hubin werd geleverd.
De talenten van Mariotte worden door tijdgenoten geroemd. Zo noemt Newton hem "Clarissimus Mariottus", oftewel de beroemde Mariotte. Leibniz schrijft in een brief aan Ehrenfried von Tschirnhaus (Juni 1682) dat Mariotte een eerlijke en oprechte geleerde is, die een bijzonder talent heeft om de natuur te onderzoeken en met kunstig opgezette experimenten de oorzaken (van natuurfenomenen ed.) weet te vinden. Heden ten dage wordt hij gezien als een van de eerste wetenschappers die systematisch experimenteel onderzoek verrichtten.

## Cultureel en wetenschappelijk erfgoed
Mariottes experimentele bevindingen en hypotheses zijn postuum uitgegeven in een tweedelig werk van circa 600 bladzijden (Leiden, 1717).
Mariotte correspondeerde ook met Leibniz over mathematische kwesties. Een brief aan Jean-Baptiste Lantin (maart 1674) en een aantekening (juni 1676) zijn in bezit van het museum Mariemont.
In het werk "Traite des hygrometres ou machines pour mesurer la secheresse et l'humidite de l'air" van Simon Foucher (1686) vinden we verschillende artikelen over de functie en ontwerp van hygrometers. Artikelen 2,3 en 6 zijn gebaseerd op notities van Mariotte.
In het paleis van Versailles hangt een schilderij van Henri Testelin uit ca.1675 getiteld Établissement de l'Académie des Sciences et fondation de l'observatoire. 1666. Hierop zou volgens een analyse van Verduin links van Christiaan Huygens, Edme Mariotte kunnen staan. Detail van dit schilderij is hierboven afgebeeld. Het schijnt dat in enkele exemplaren van het bovengenoemde tweedelige werk een afbeelding van Edme Mariotte is te vinden. De webeditie heeft dit niet.
Aan Mariotte worden de volgende Latijnse versregels toegedicht: "“Una dies Lotharos, Burgundos hebdomas una, una domat Batavos luna; quid annu serit?”
"Hij veroverde Lotharingen in één dag, Bourgondië in één week, de Nederlanden in één maand! Wat zal hij in één jaar doen?", waarmee de voortvarende veroveringen onder Lodewijk XIV worden gememoreerd.

## Abt
Mariotte wordt in de notities van de Franse academie en in briefwisselingen "l'Abbé Mariotte" genoemd. Vaak wordt hij door latere auteurs betiteld als abt, priester of prior van Saint-Martin de Beaumont-sur-Vingeanne. In dit dorpje ligt een kasteel Beaumont-sur-Vingeanne, dat in 1723 op de ruïne van een vesting is gebouwd. De kapelaan van Lodewijk XV Jolyot liet dit kasteel bouwen toen hij van zijn vader een vermogen had geërfd. Dit is een mogelijke verwijzing dat Mariotte daar vroeger daadwerkelijk heeft gewoond. Aan de oostkant van de stroom Vingeanne, nog geen kilometer van het dorpje, zou volgens de Cassinikaart de abdij Saint Martin liggen. Google maps toont op die plaats geen gebouw of ruïne. Dit gebied werd door verschillende edellieden veroverd en beheerst. Het is daarom mogelijk dat zowel de abdij als de vesting zijn verwoest in de 17e eeuw. Of Mariotte abt was, wordt door Guy Picolet betwijfeld. De titel "Abbé" werd in de 17e eeuw ook gebruikt voor een persoon die een kruinschering had ondergaan, maar nog geen abt was.

## Publicaties

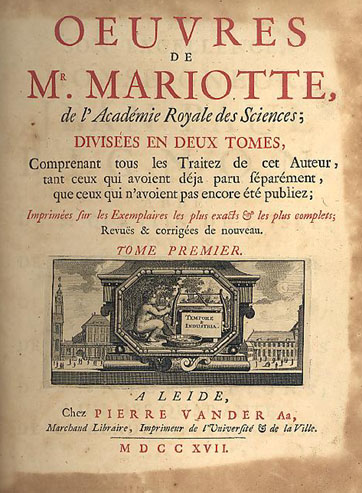
Œuvres de M. Mariotte (1717)

- Nouvelle découverte touchant la veue (1668) In Journal des sçavans 1668 p79-82 geschreven door Fred. Leonard. Gallica: .
- Traitté du nivellement, avec la description de quelques niveaux nouvellement inventez (1672) In Journal des sçavans 1672 p147-148. Gallica: .
- Traitté de la percussion ou chocq des corps, dans lequel les principales règles du mouvement, contraires à celles que M. Descartes et quelques autres modernes ont voulu établir, sont démonstrées par leurs véritables causes (1673)
- Lettres écrites par MM. Mariotte, Pecquet, et Perrault, sur le sujet d'une nouvelle découverte touchant la veüe faite par M. Mariotte (1676)
- Essay de logique, contenant les principes des sciences et la manière de s'en servir pour faire de bons raisonnemens (1678) anoniem. Gallica: .

Echter in oeuvres de Mariotte op pagina 384 en 386 verwijst hij hiernaar als eigen werk (zie inleiding Oeuvres). Het kan ook zijn dat het boek geschreven is door Simon Foucher en dat de experimentele voorbeelden van Edme Mariotte zijn. Heruitgave onder de titel: Essai de logique. Suivi de: Les principes du devoir et des connaissances humaines, Fayard, Paris, 1992.
- Essays de phisique, ou Mémoires pour servir à la science des choses naturelles (1679-1681)

### Postume uitgaven
- Traité du mouvement des eaux et des autres corps fluides, divisé en V parties, par feu M. Mariotte, mis en lumière par les soins de M. de La Hire (1686)
- Œuvres de Mariotte (2 volumes, 1717). Réédition: J. Peyroux, Bordeaux, 2001. Texte en ligne en Google books.
- Discours de la nature de l'air, de la végétation des plantes. Nouvelle découverte touchant la vue, Gauthier-Villars, Paris, 1923.